# ウルズラ・フォン・ブランデンブルク (1488-1510)
ウルズラ・フォン・ブランデンブルク（Ursula von Brandenburg, 1488年10月17日 - 1510年9月18日）は、メクレンブルク＝シュヴェリーン公ハインリヒ5世の妃。

## 生涯
ブランデンブルク選帝侯ヨハン・ツィーツェロとマルガレーテ・フォン・テューリンゲンの娘としてベルリンで生まれた。
1507年2月16日に19歳でメクレンブルク＝シュヴェリーン公ハインリヒ5世（1479年 - 1552年）と結婚した。2人の間には3子が生まれた。
- ゾフィー（1508年 - 1541年） - ブラウンシュヴァイク＝リューネブルク公エルンスト1世と結婚
- マグヌス3世（1509年 - 1550年） - メクレンブルク＝シュヴェーリン公、1532年よりシュヴェーリン司教。
- ウルズラ（1510年8月30日 - 1586年4月22日） - リーブニッツのクララ会修道院の最後の女子修道院長

1510年、第3子を産んで1ヵ月経たないうちに21歳でギュストローにおいて死去した。